# Étienne Sulpice Hallet
 (juillet 2014).
Si vous disposez d'ouvrages ou d'articles de référence ou si vous connaissez des sites web de qualité traitant du thème abordé ici, merci de compléter l'article en donnant les références utiles à sa vérifiabilité et en les liant à la section « Notes et références ».
Étienne Sulpice Hallet (1755-1825) est un architecte américain, né en France.
Étienne Hallet proposa des plans pour le futur Capitole de Washington, D.C. à Thomas Jefferson.